# شوندرا
شوندرا (به آلمانی: Schondra) یک منطقهٔ مسکونی در آلمان است که در Bad Kissingen واقع شده‌است. شوندرا ۱٬۸۳۶ نفر جمعیت دارد.